# Казоне (Форли-Чезена)
Казоне (итал. Casone) је насеље у Италији у округу Форли-Чезена, региону Емилија-Ромања.
Према процени из 2011. у насељу је живело 233 становника. Насеље се налази на надморској висини од 178 м.